# Grand-duché de Flandrensis
Le grand-duché de Flandrensis (en néerlandais : Groothertogdom Flandrensis) est une micronation revendiquant certains territoires sur la côte de la Terre Marie Byrd en Antarctique, qui a été fondée en 2008 par le Belge Niels Vermeersch. Flandrensis n'est actuellement reconnu par aucun gouvernement ni aucun pays.

## Histoire
Le grand-duché de Flandrensis a été créé le 4 septembre 2008 par le Belge Niels Vermeersch. Cette micronation s'inspire du médiéval comté de Flandre (Pagus Flandrensis),,,,. Bien que le grand-duché de Flandrensis soit considéré par son fondateur comme un hobby, cette micronation possède ses propres cartes d'identité, sa monnaie, son journal, sa constitution et son hymne national. Flandrensis possède aussi différents partis politiques et organise annuellement des élections. Son fondateur décrit aussi Flandrensis comme une organisation culturelle,,.
En 2014, cette micronation est composée de 128 citoyens de 24 nationalités différentes,,. En dehors d'internet, les activités de Flandrensis sont limitées à la région autour de Roulers (en néerlandais : Roeselare),,,.
Flandrensis a été mentionnée dans différents médias régionaux belges tels que le Krant van West-Vlaanderen et sur Roeselare TV. À la suite de la participation de Flandrensis au Polination 2012 à Londres, les journaux belges Het Nieuwsblad, Het Belang van Limburg et Gazet van Antwerpen ont publié un article sur Flandrensis dans un reportage sur les micronations européennes.
Depuis 2016, Flandrensis est membre de l'Organisation de la microfrancophonie.
En 2021, Niels Vermeersch réside à Saint-Julien (en néerlandais : Sint-Juliaan).

## Territoire
Flandrensis revendique cinq îles sur les côtes de l'Antarctique occidental : Siple, Cherry, Maher, Pranke et Carney. Cette revendication se base sur une interprétation du traité sur l'Antarctique (1959). Niels Vermeersch a envoyé des lettres à l'Organisation des Nations unies, à l'Union européenne et à toutes les nations ayant signé le traité sur l'Antarctique pour les informer de cette revendication. Aucune de ces organisations ni aucun pays n'ont répondu à cette lettre. Flandrensis n'a pas l'intention de visiter ses territoires revendiqués,,,,.
En raison de ses revendications, un conflit diplomatique opposa en 2010 le grand duché de Flandrensis à une autre micronation, le grand duché de Westarctica ; il en résulte la création de l'Antarctic Micronational Union (AMU),,. En 2010 le journal russe Chastny Korrespondent publie un article sur les micronations de l'Antarctique et y décrit Flandrensis comme une des micronations les plus influentes en Antarctique.

## Symboles nationaux
Le drapeau de Flandrensis s'inspire du premier drapeau de Belgique de 1830. La bande jaune du drapeau original a été remplacée par une bande blanche pour symboliser un nouveau commencement. Pour la même raison le blason comporte deux lions, en référence au lion de Flandre,.

## Photos de Flandrensis publiées dans les médias

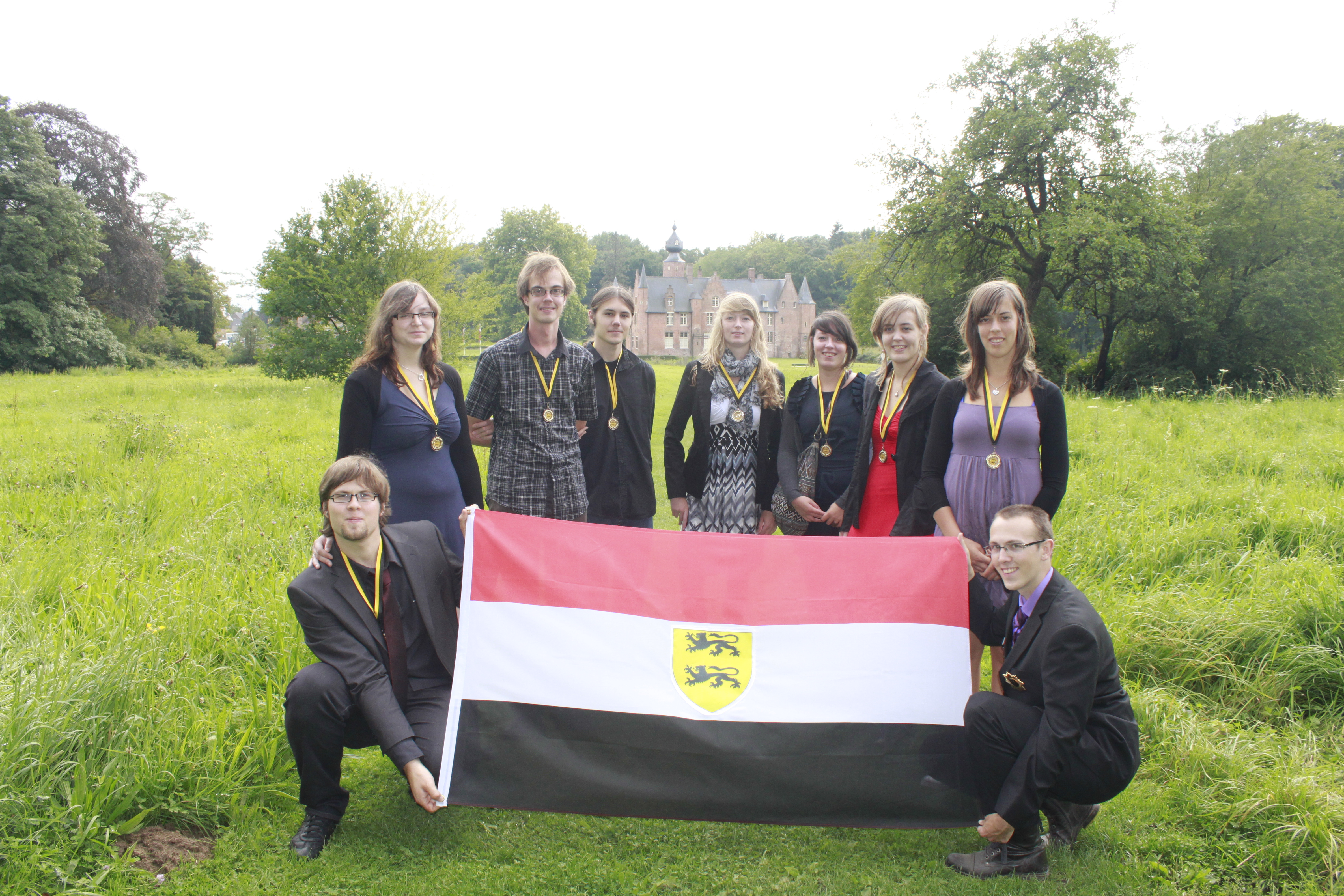
Des citoyens flandriens à l'Intermicronational Summit 2011
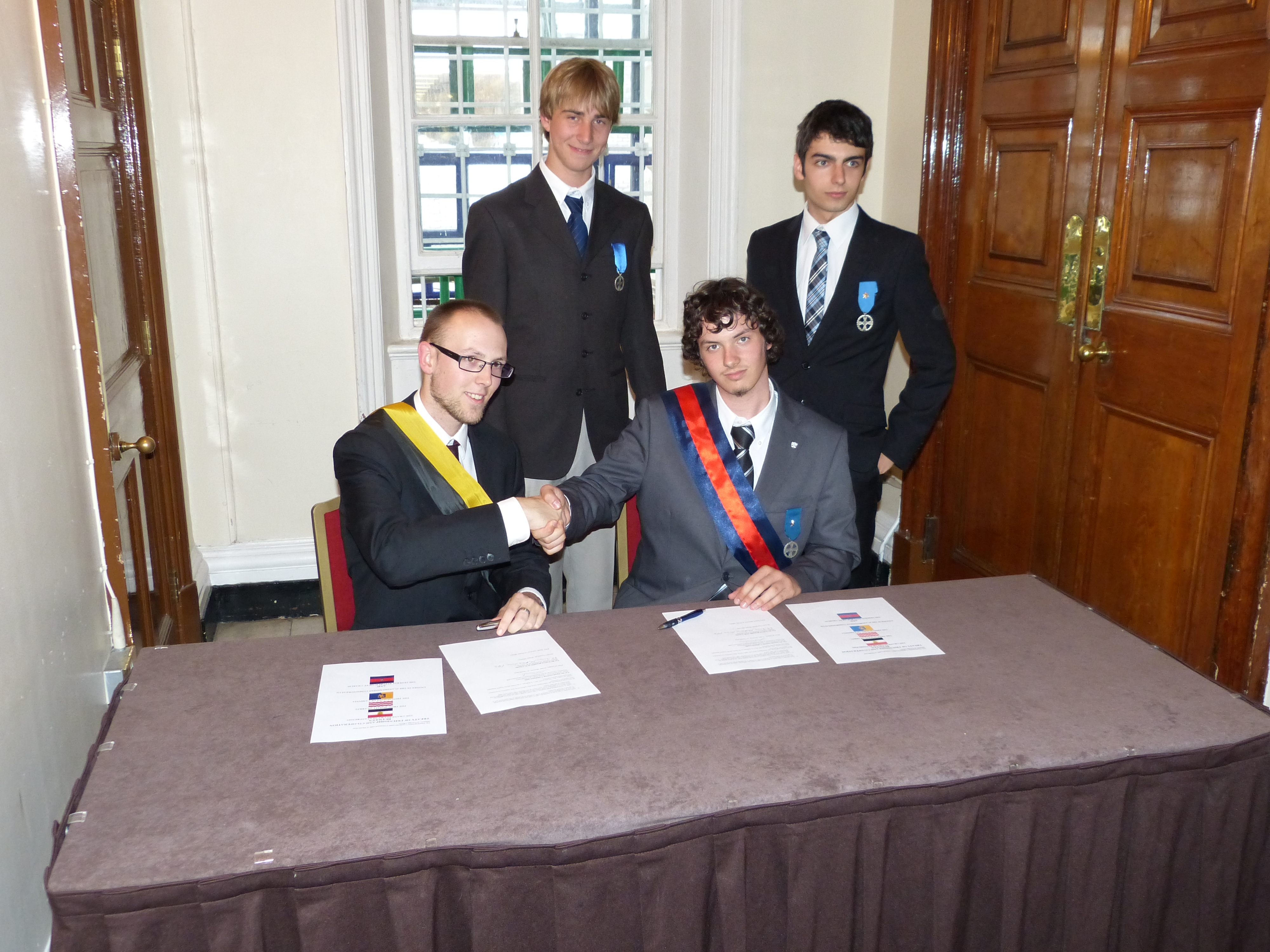
Signature d'un traité entre Flandrensis et St. Charlie à l'Intermicronational Summit 2012
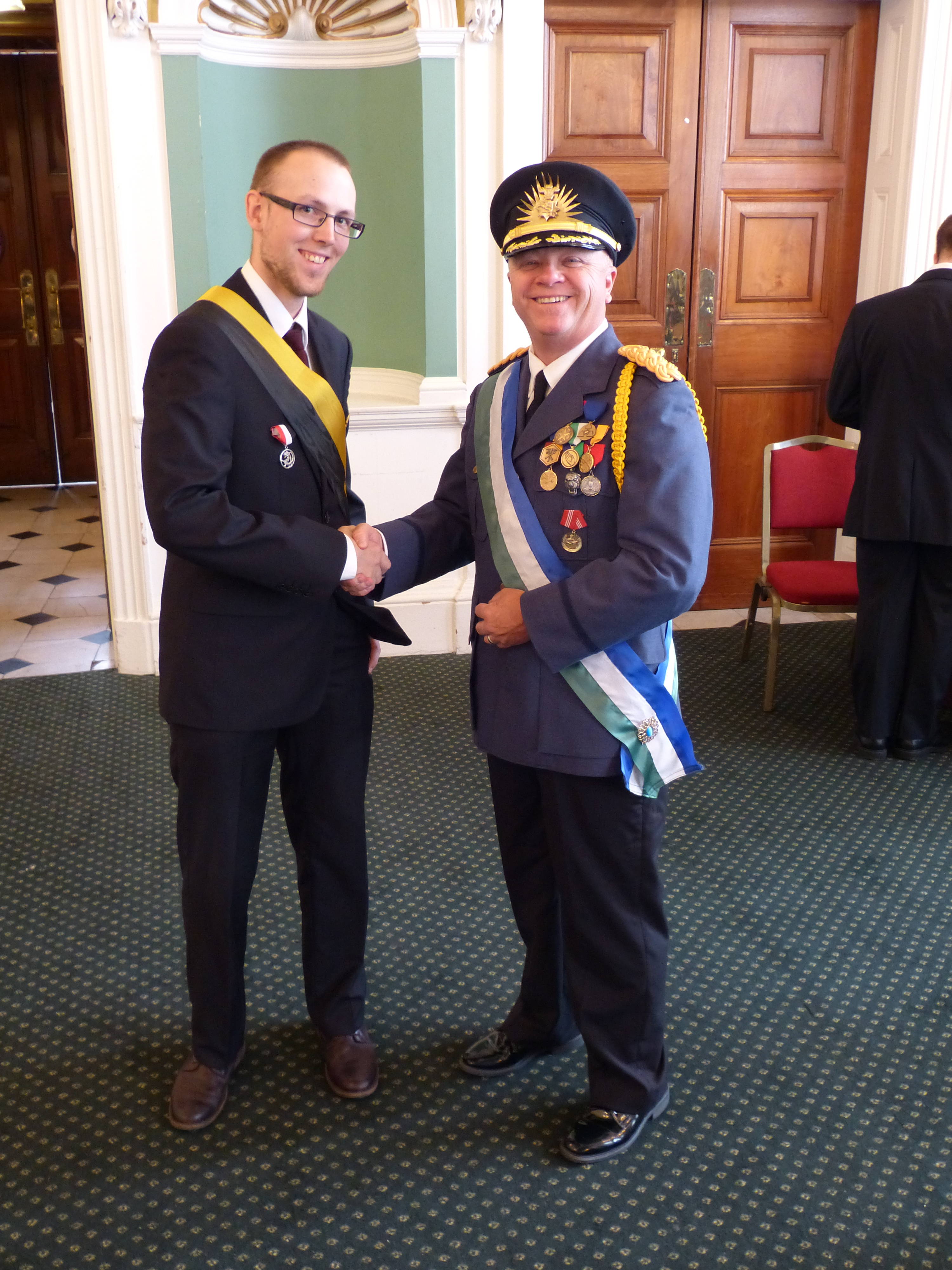
Niels Vermeersch avec Kevin Baugh (Molossia) à l'Intermicronational Summit 2012
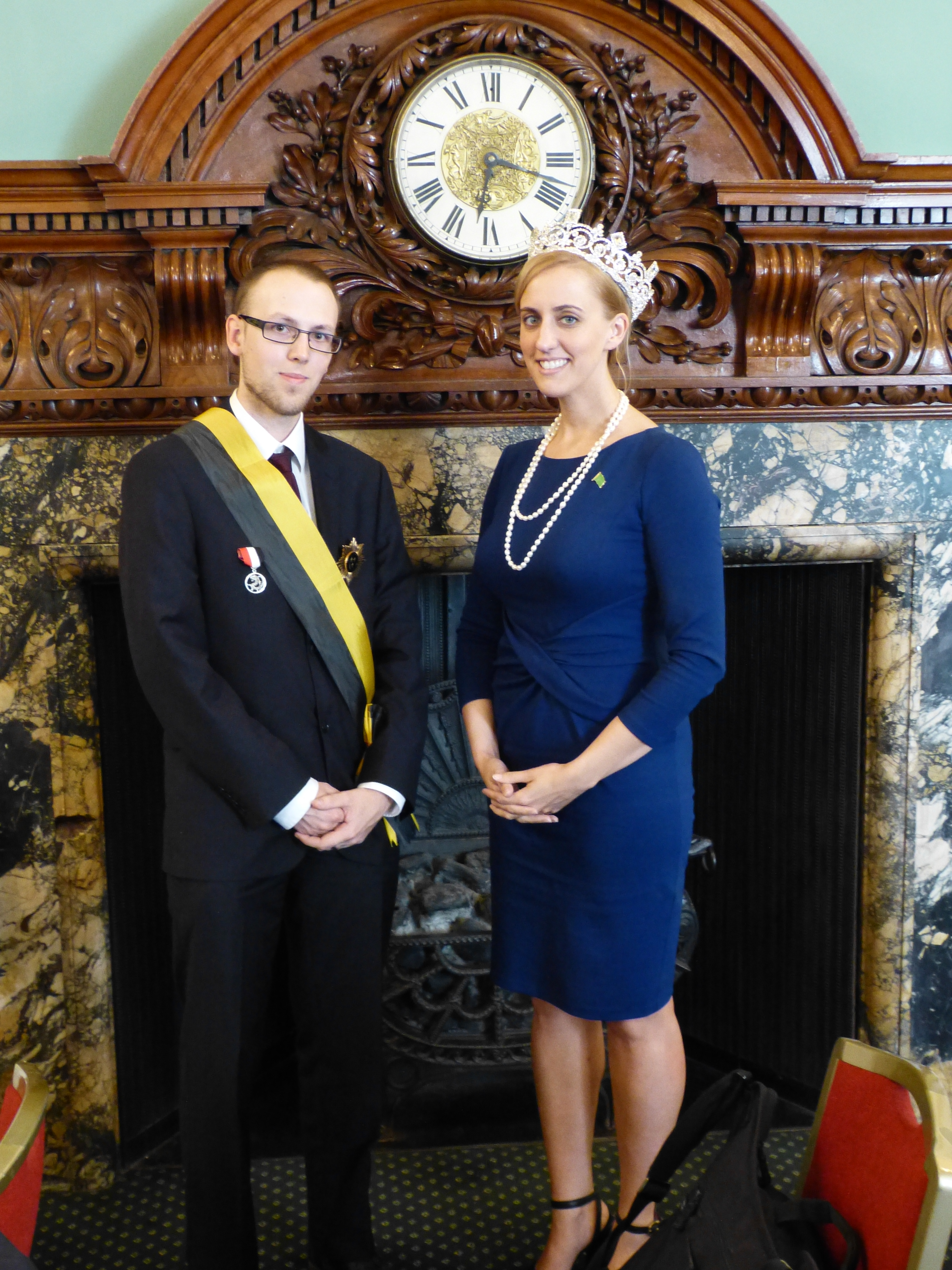
Niels Vermeersch avec Carolyn de Ladonia  l'Intermicronational Summit 2012.
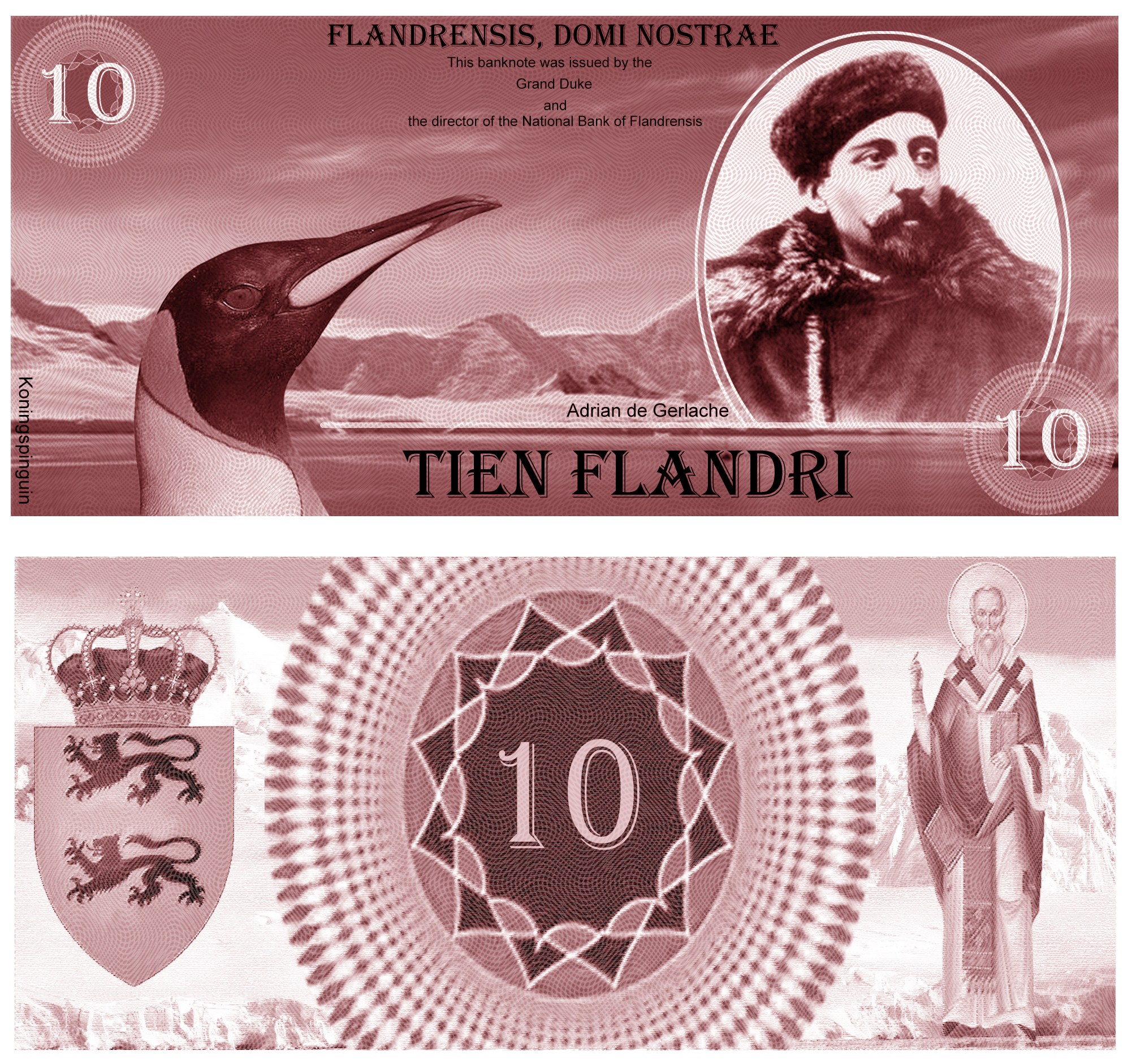
Billet de 10 Flandri
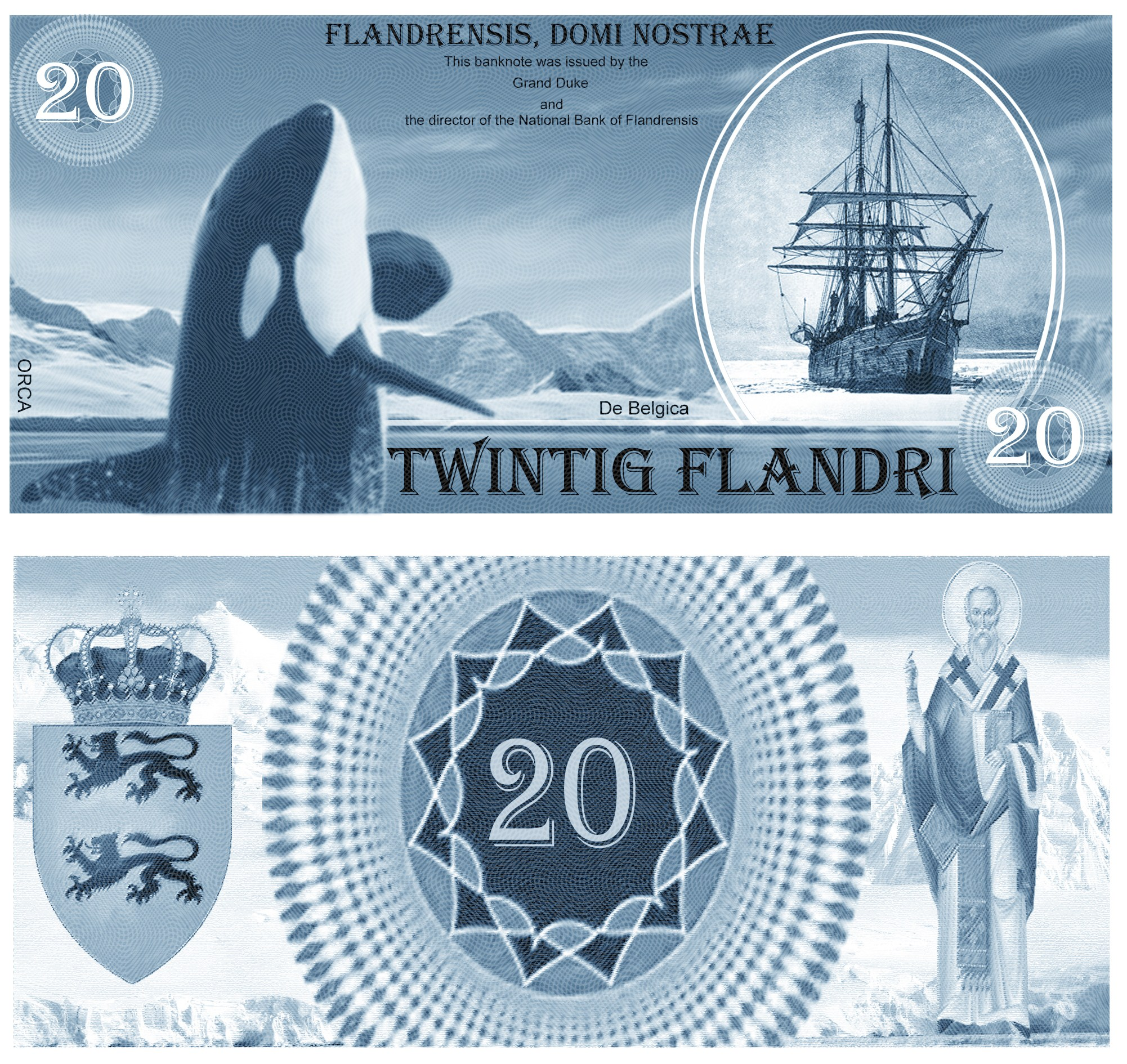
Billet de 20 Flandri
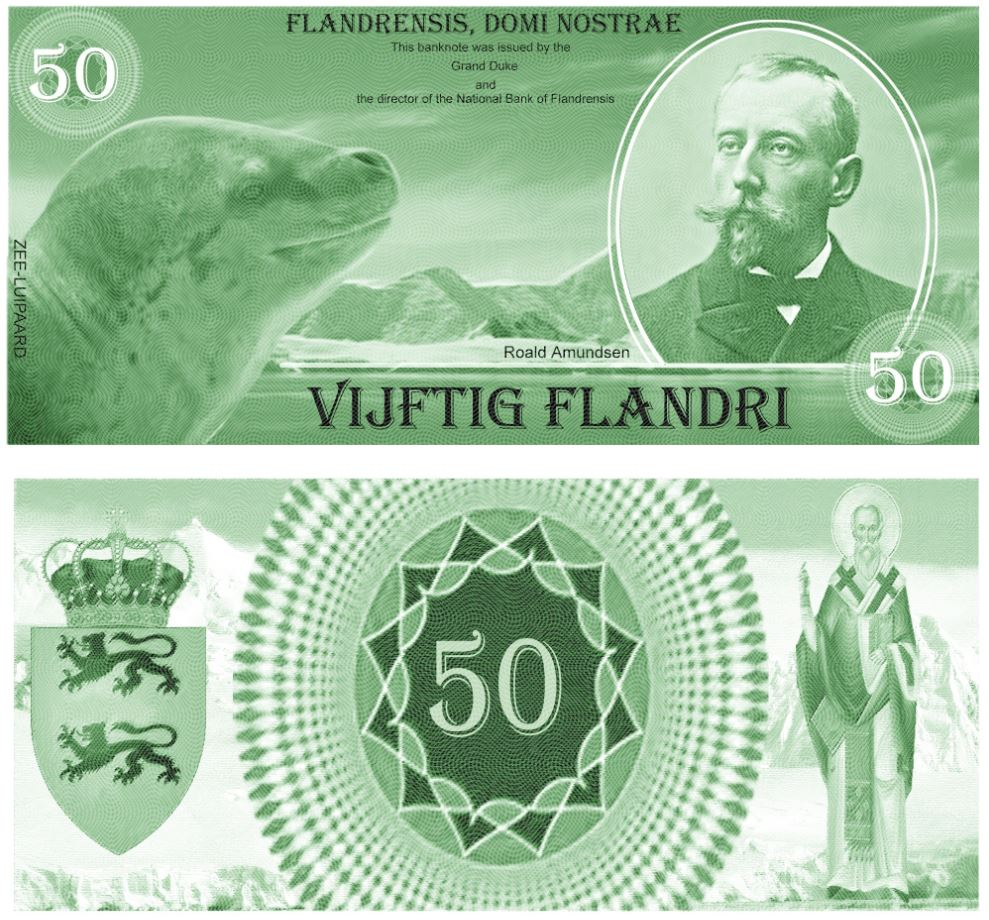
Billet de 50 Flandri